# З
Ze (З з; in nghiêng: З з) là một chữ cái trong bảng chữ cái Kirin.
З thường đại diện cho âm /z/, giống như cách phát âm của ⟨z⟩ trong "zebra".
З được La Mã hóa bằng chữ cái Latinh ⟨z⟩.
Hình dạng của З rất giống với chữ số Ả Rập ba ⟨3⟩ và không nhầm lẫn chữ Kirin E ⟨Э⟩.

## Các chữ cái liên quan khác và các ký tự tương tự
- 3: Chữ số ba
- Ζ ζ: Chữ cái Hy Lạp Zeta
- Z z: Chữ Latinh Z
- Ʒ ʒ: Chữ Latinh Ezh
- Ȝ ȝ: Chữ cái Latinh Yogh
- Ɜ ɜ:
- Ҙ ҙ: Chữ cái Kirin Dhe
- Ӡ ӡ: Chữ cái Kirin Abkhazian Dze
- Ԑ ԑ: Chữ Kirin Ze đảo ngược

## Mã máy tính
| Kí tự               | З                          | З                          | з                        | з                        | Ꙁ                              | Ꙁ                              | ꙁ                            | ꙁ                            |
| ------------------- | -------------------------- | -------------------------- | ------------------------ | ------------------------ | ------------------------------ | ------------------------------ | ---------------------------- | ---------------------------- |
| Tên Unicode         | CYRILLIC CAPITAL LETTER ZE | CYRILLIC CAPITAL LETTER ZE | CYRILLIC SMALL LETTER ZE | CYRILLIC SMALL LETTER ZE | CYRILLIC CAPITAL LETTER ZEMLYA | CYRILLIC CAPITAL LETTER ZEMLYA | CYRILLIC SMALL LETTER ZEMLYA | CYRILLIC SMALL LETTER ZEMLYA |
| Mã hóa ký tự        | decimal                    | hex                        | decimal                  | hex                      | decimal                        | hex                            | decimal                      | hex                          |
| Unicode             | 1047                       | U+0417                     | 1079                     | U+0437                   | 42560                          | U+A640                         | 42561                        | U+A641                       |
| UTF-8               | 208 151                    | D0 97                      | 208 183                  | D0 B7                    | 234 153 128                    | EA 99 80                       | 234 153 129                  | EA 99 81                     |
| Tham chiếu ký tự số | &#1047;                    | &#x417;                    | &#1079;                  | &#x437;                  | &#42560;                       | &#xA640;                       | &#42561;                     | &#xA641;                     |
| KOI8-R and KOI8-U   | 250                        | FA                         | 218                      | DA                       |                                |                                |                              |                              |
| Code page 855       | 244                        | F4                         | 243                      | F3                       |                                |                                |                              |                              |
| Code page 866       | 135                        | 87                         | 167                      | A7                       |                                |                                |                              |                              |
| Windows-1251        | 199                        | C7                         | 231                      | E7                       |                                |                                |                              |                              |
| ISO-8859-5          | 183                        | B7                         | 215                      | D7                       |                                |                                |                              |                              |
| Macintosh Cyrillic  | 135                        | 87                         | 231                      | E7                       |                                |                                |                              |                              |

## liên kết ngoài
- Định nghĩa của З tại Wiktionary
- Định nghĩa của з tại Wiktionary